# Heat Street
Heat Street fue un sitio web de noticias, opiniones y comentarios basado en los Estados Unidos y el Reino Unido. El sitio web fue lanzado en abril de 2016 por la escritora y expolítica británica Louise Mensch. Es propiedad de News Corp bajo Dow Jones & Company y ofrecía secciones sobre política, tecnología, cultura, negocios, entretenimiento y vida.
El sitio web había sido descrito como centroderecha y libertario.

## Historia
Mensch había estado explorando la idea de crear un blog bajo News Corp por unos tres años antes de que fuera lanzado al director ejecutivo de Dow Jones & Company, Will Lewis, como un «The Huffington Post libertario». El director ejecutivo de News Corp, Robert Thompson, firmó el proyecto a finales de 2015.
El sitio web fue anunciado en febrero de 2016. Se lanzó oficialmente el 20 de abril de 2016. El sitio web sería encabezado por la periodista británica Louise Mensch y el ejecutivo de televisión Noah Kotch. Jennifer Harper, del The Washington Times, describió el sitio como: «La política aquí es inclinada a la derecha y libertarista, la publicación también cubre guerras culturales, comentarios, tecnología, celebridades, negocios y asuntos de estilo de vida variados».
Miles Goslett fue contratado como editor del sitio en el Reino Unido en enero, antes del lanzamiento del sitio. Para el séptimo mes de publicación de Heat Street, reportó 8 millones de usuarios únicos al sitio.
El sitio utilizaba un tono más informal que otros sitios dirigidos por News Corp y Dow Jones, como The Wall Street Journal.
En 2016, Mensch dijo que la vocación de Heat Street definido menos por la política que por las «guerras culturales». El sitio ha publicado artículos simpatizantes de Gamergate. En declaraciones a Politico, Mensch dijo que la comunidad de juegos había sido «difamada».
En diciembre de 2016, Mensch y el James Madison Project presentaron una demanda contra cinco agencias de inteligencia y de aplicación de la ley, incluyendo la División de Seguridad Nacional del Departamento de Justicia de los Estados Unidos y el Departamento de Seguridad Nacional, acusándolas de retener documentos que detallarían evidencia de interferencia rusa en las elecciones presidenciales.
En enero de 2017, Heat Street reportó que la hija del presidente de los Estados Unidos Donald Trump, Tiffany Trump, estaba registrada para votar en dos estados. Después de que el informe fuera confirmado por otros medios, la ayudante de Trump, Kellyanne Conway, afirmó que el informe era «totalmente falso».
En marzo de 2017, Donald Trump, sin citar ninguna evidencia, declaró en las redes sociales que había descubierto que el expresidente Barack Obama había realizado escuchas telefónicas en su residencia de Trump Tower. La Casa Blanca posteriormente citó varios informes de medios de comunicación, incluyendo a Heat Street, junto a la BBC, Fox News y Breitbart News, para establecer la acusación de escucha telefónica. The Washington Post concluyó que Breitbart republicó la historia exclusiva de Louise Mensch (que nunca había hecho afirmación alguna sobre escuchas telefónicas) con una afirmación inventada de escuchas telefónicas. El informe de Heat Street había declarado que el FBI buscó y se le concedió una orden judicial mediante la Ley de Vigilancia de la Inteligencia Extranjera para examinar las actividades de algunas personas relacionadas con la campaña de Trump.
News Corp anunció que el sitio cerraría el 4 de agosto de 2017, para convertirse en parte de MarketWatch.